# Danmarks runeindskrifter 55
DR 55 är en vikingatida (Jelling, andra hälften av 900-talet) runsten av granit i Sønder Vissing kyrka, Horsens kommun.

## Inskriften
Translitterering av runraden:
tufa ' lʀt ' kaurua ' kubl ¶ mistiuis ' tutiʀ ' uft ' muþur ¶ sina ' ¶ kuna ¶ harats ' hins ' kuþa ' kurms ¶ sunaʀ
Normalisering till rundanska:
Tofa let gørwa kumbl, Mistiwis dottiʀ, æft moþur sina, kona Haralds hins Goþa, Gorms sonaʀ.
Översättning till nusvenska:
Tove lät göra kumlet, Mistivis dotter, efter sin moder, Harald den godes, Gorms sons husfru.